# Tesłuhów (gmina)
Tesłuhów  – dawna gmina wiejska w powiecie dubieńskim województwa wołyńskiego II Rzeczypospolitej. Siedzibą gminy był Tesłuhów.
W 1927 Paweł Dawidiuk-Szewczuk, rolnik z gminy, odznaczony został Brązowym Krzyżem Zasługi za pracę społeczną i w samorządzie gminnym

## Podział administracyjny
W 1936 roku liczba gromad wynosiła 20.
- Boratyn
- Chotyń
- Dobrowódka
- Honoratka
- Korytno
- Krasnopol
- Mytnica
- Mytnica
- Ostrów
- Plaszowa-Królewska
- Plaszówka
- Podwysokie
- Rogoźno
- Rydków
- Sołoniów
- Tesłuhów
- Wołkowyje
- Wołkowyje
- Żabokrzyki Wielkie
- Żabokrzyki Małe